# Ancylomenes sarasvati
Ancylomenes sarasvati is een garnalensoort uit de familie van de Palaemonidae. De wetenschappelijke naam van de soort is voor het eerst geldig gepubliceerd in 2002 door Okuno.